# Ghemme
Ghemme é uma comuna italiana da região do Piemonte, província de Novara, com cerca de 3.722 habitantes. Estende-se por uma área de 20 km², tendo uma densidade populacional de 186 hab/km². Faz fronteira com Carpignano Sesia, Cavaglio d'Agogna, Fontaneto d'Agogna, Gattinara (VC), Lenta (VC), Romagnano Sesia, Sizzano.

## Demografia
| Variação demográfica do município entre 1861 e 2011                               |
|                                                                                   |
| Fonte: Istituto Nazionale di Statistica (ISTAT) - Elaboração gráfica da Wikipedia |